# Alsózsid
Alsózsid egykor önálló település Magyarországon, a Keszthelyi járásban. 1942 óta Felsőzsiddel együtt Várvölgy községet alkotja.

## Fekvése
Keszthelytől északra fekvő település a 7343-as út mentén.

## Története
1910-ben 850 római katolikus magyar lakosa volt.
A trianoni békeszerződés előtt Zala vármegye Keszthelyi járásához tartozott.

## Látnivalók
- Szent Domonkos-templom

## Nevezetes személyek
- Itt született Szivler József (1923–1995) színész.

## Régi mondások, falucsúfolók a településről
- A zsidi bor rabvallató.[1]
- A zsidiek bepörűték a rezi várt, mer nem engette a napot rájuk sütnyi.[1]